# Gary Gensler
Gary Gensler (Baltimora, 18 ottobre 1957) è un banchiere e politico statunitense, dall'aprile 2021 Presidente della Securities and Exchange Commission (SEC). Gensler in precedenza ha guidato il team di revisione dell'agenzia Federal Reserve, Banking, and Securities Regulators per la transizione Biden-Harris. Prima della sua nomina, è stato professore di Practice of Global Economics and Management presso la Sloan School of Management del MIT.
Gensler è stato l'undicesimo presidente della Commodity Futures Trading Commission, sotto il presidente Barack Obama, dal 26 maggio 2009 al 3 gennaio 2014. È stato Sottosegretario al Tesoro per le finanze nazionali (1999-2001) e assistente Segretario del Tesoro per i mercati finanziari (1997-1999). Prima della sua carriera nel governo federale, Gensler ha lavorato presso Goldman Sachs, dove è stato partner e co-responsabile delle finanze. Gensler è stato anche CFO per la campagna presidenziale di Hillary Clinton nel 2016. Il presidente Joe Biden ha nominato Gensler come 33º Presidente della Securities and Exchange Commission degli Stati Uniti. È subentrato al presidente ad interim della SEC, Allison Lee.

## Biografia
Gensler è nato in una famiglia ebraica, a Baltimora, nel Maryland, uno dei cinque figli (di cui uno è suo fratello gemello) di Jane (nata Tilles) e Sam Gensler. Sam Gensler era un venditore di sigarette e flipper nei bar locali, e ha fornito al figlio i primi rudimenti reali della finanza quando lo avrebbe portato con sè nei bar di Baltimora per contare i centesimi dal distributori automatici.
Gensler si è diplomato alla Pikesville High School nel 1975, dove in seguito gli è stato conferito un Distinguished Alumnus award. Si è laureato in economia, summa cum laude, dopo tre anni alla Wharton School dell'Università della Pennsylvania, seguito da un master in amministrazione aziendale l'anno successivo. Anche il gemello di Gary ha studiato all'Università della Pennsylvania. Da studente universitario, Gensler si è unito come timoniere al team dell'equipaggio dell'Università della Pennsylvania.

### Carriera aziendale
Nel 1979, Gensler è entrato a far parte di Goldman Sachs, dove ha trascorso 18 anni. A 30 anni, Gensler fu una delle persone più giovani a diventare in quel periodo partner dell'azienda. Ha trascorso gli anni '80 lavorando come un importante banchiere di fusioni e acquisizioni, avendo assunto la responsabilità degli sforzi di Goldman nella consulenza alle società editoriali. Successivamente è passato al commercio e alla finanza a Tokyo, dove ha diretto il reddito fisso e il commercio di valute dell'azienda.
Mentre era alla Goldman Sachs, Gensler ha guidato una squadra che ha consigliato alla National Football League di acquisire l'affare più redditizio nella storia della televisione, quando la NFL si è assicurata un accordo da 3,6 miliardi di dollari vendendo diritti sportivi televisivi.
L'ultimo ruolo di Gensler in Goldman Sachs è stato quello di co-responsabile delle finanze, responsabile dei controllori e della tesoreria in tutto il mondo. Gensler ha lasciato Goldman quando è stato nominato dal presidente Bill Clinton e confermato dal Senato degli Stati Uniti come Assistente Segretario del Tesoro.
Gensler ha fatto parte del consiglio dell'università a scopo di lucro Strayer Education, Inc. dal 2001 al 2009.

### Servizio pubblico
Gensler ha ricoperto vari ruoli governativi dagli anni '90.

### Vita privata
Gensler vive a Baltimora con le sue tre figlie, Anna, Lee e Isabel. Gensler è stato sposato con la regista e collagista di foto Francesca Danieli dal 1986 fino alla sua morte, sopraggiunta per cancro al seno nel 2006.
Gensler è un corridore e ha terminato nove maratone e un'ultramaratona di 50 miglia. È anche un alpinista, avendo scalato il Monte Rainier e il Kilimangiaro.